# Saint-Ours (Savoie)
Pour les articles homonymes, voir Saint-Ours.
Saint-Ours [sɛ̃.t‿uʁs] est une commune française située dans le département de la Savoie, en région Auvergne-Rhône-Alpes. Elle fait partie du canton d'Albens dans l'Albanais.

## Géographie

### Situation et description
Saint-Ours est située à 7 km d'Albens et de Grésy-sur-Aix et à 9 km d'Alby-sur-Chéran.

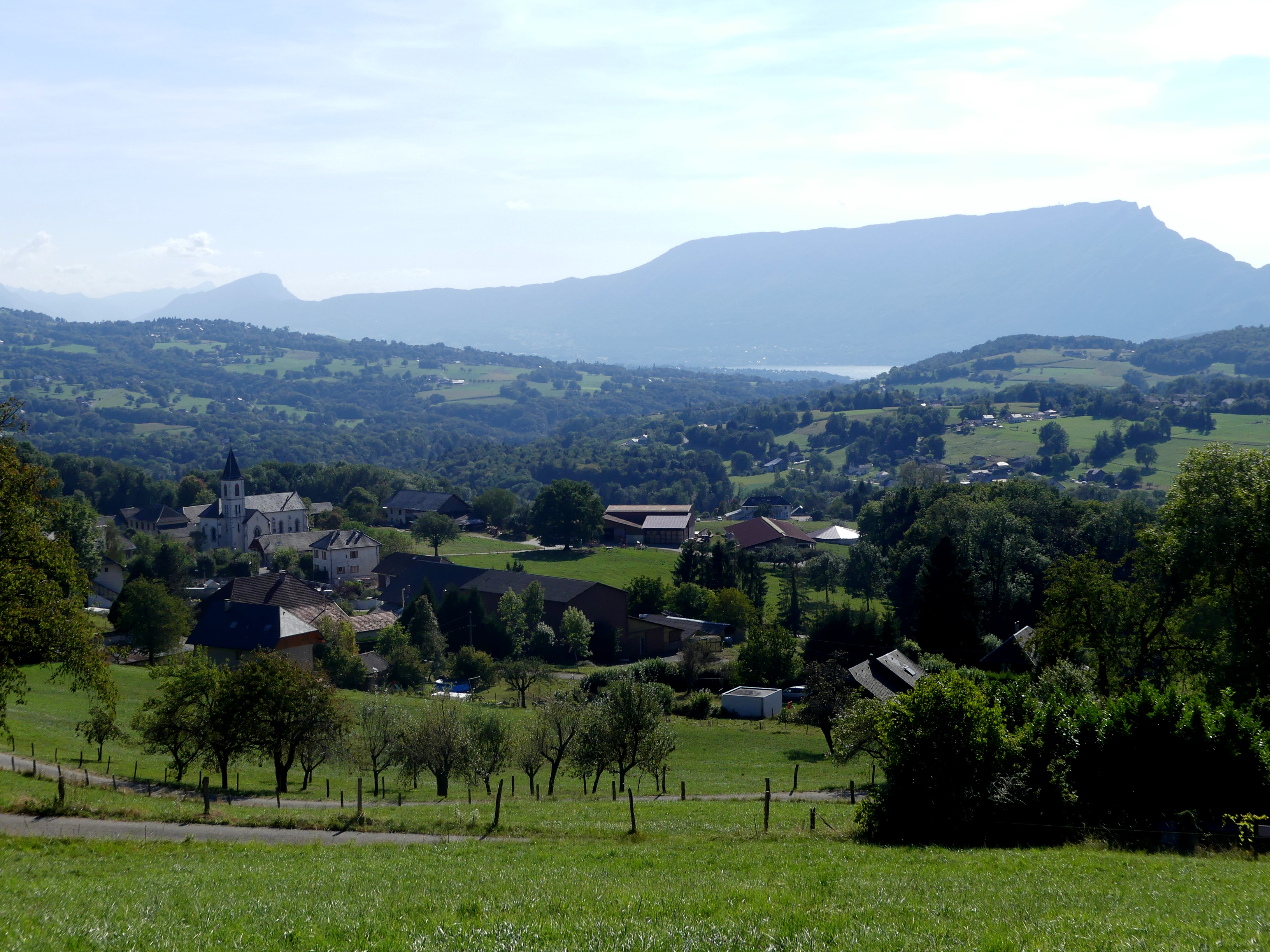
Vue en direction du lac du Bourget.

### Climat
Pour un article plus général, voir Climat de la Savoie.

### Voies de communication et transports
L'accès à l'A41 est à 9 km en direction de Chambéry et à 13 km en direction d'Annecy.
Saint-Ours est desservie par les gares d'Albens et de Grésy-sur-Aix, toutes deux situées à 7 km du village.

### Hameaux et lieux-dits
| - Bassa, - La Bottaz - Chez Bouchet - Chef Lieu - l'Ecluse | - La Forêt - Chez Jean Rey - Les Mas - Remollard - Les Roberts | - Sur les Bois - Vingerel - La Millière - Le Marterey |

## Urbanisme

### Typologie
Au 1er janvier 2024, Saint-Ours est catégorisée commune rurale à habitat dispersé, selon la nouvelle grille communale de densité à sept niveaux définie par l'Insee en 2022.
Elle est située hors unité urbaine. Par ailleurs la commune fait partie de l'aire d'attraction d'Annecy, dont elle est une commune de la couronne,. Cette aire, qui regroupe 79 communes, est catégorisée dans les aires de 200 000 à moins de 700 000 habitants,.

### Occupation des sols
L'occupation des sols de la commune, telle qu'elle ressort de la base de données européenne d’occupation biophysique des sols Corine Land Cover (CLC), est marquée par l'importance des territoires agricoles (89,1 % en 2018), une proportion identique à celle de 1990 (89,1 %). La répartition détaillée en 2018 est la suivante : 
zones agricoles hétérogènes (83,5 %), forêts (10,9 %), prairies (5,7 %).
L'IGN met par ailleurs à disposition un outil en ligne permettant de comparer l’évolution dans le temps de l’occupation des sols de la commune (ou de territoires à des échelles différentes). Plusieurs époques sont accessibles sous forme de cartes ou photos aériennes : la carte de Cassini (XVIIIe siècle), la carte d'état-major (1820-1866) et la période actuelle (1950 à aujourd'hui).

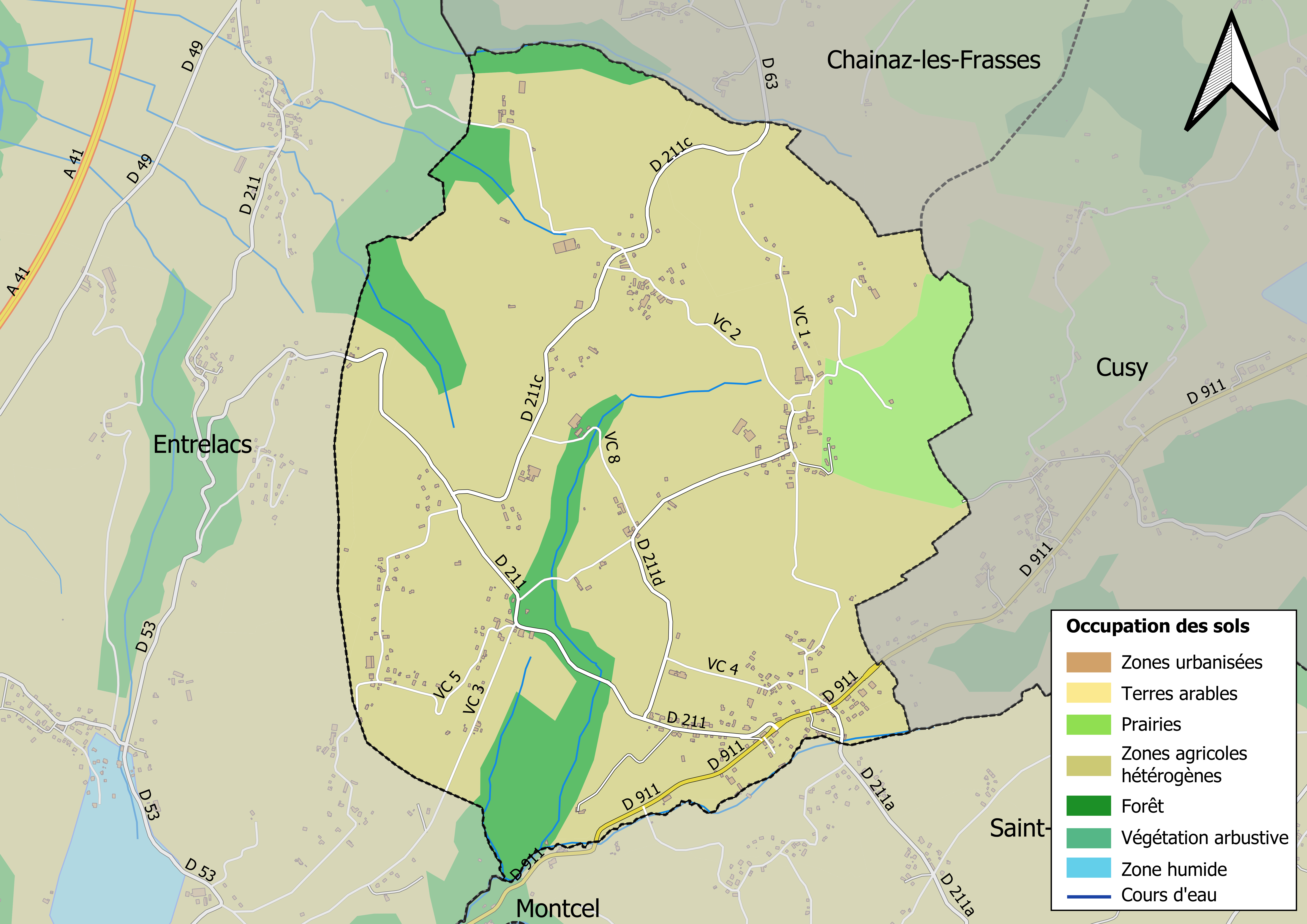
Carte des infrastructures et de l'occupation des sols en 2018 (CLC) de la commune.
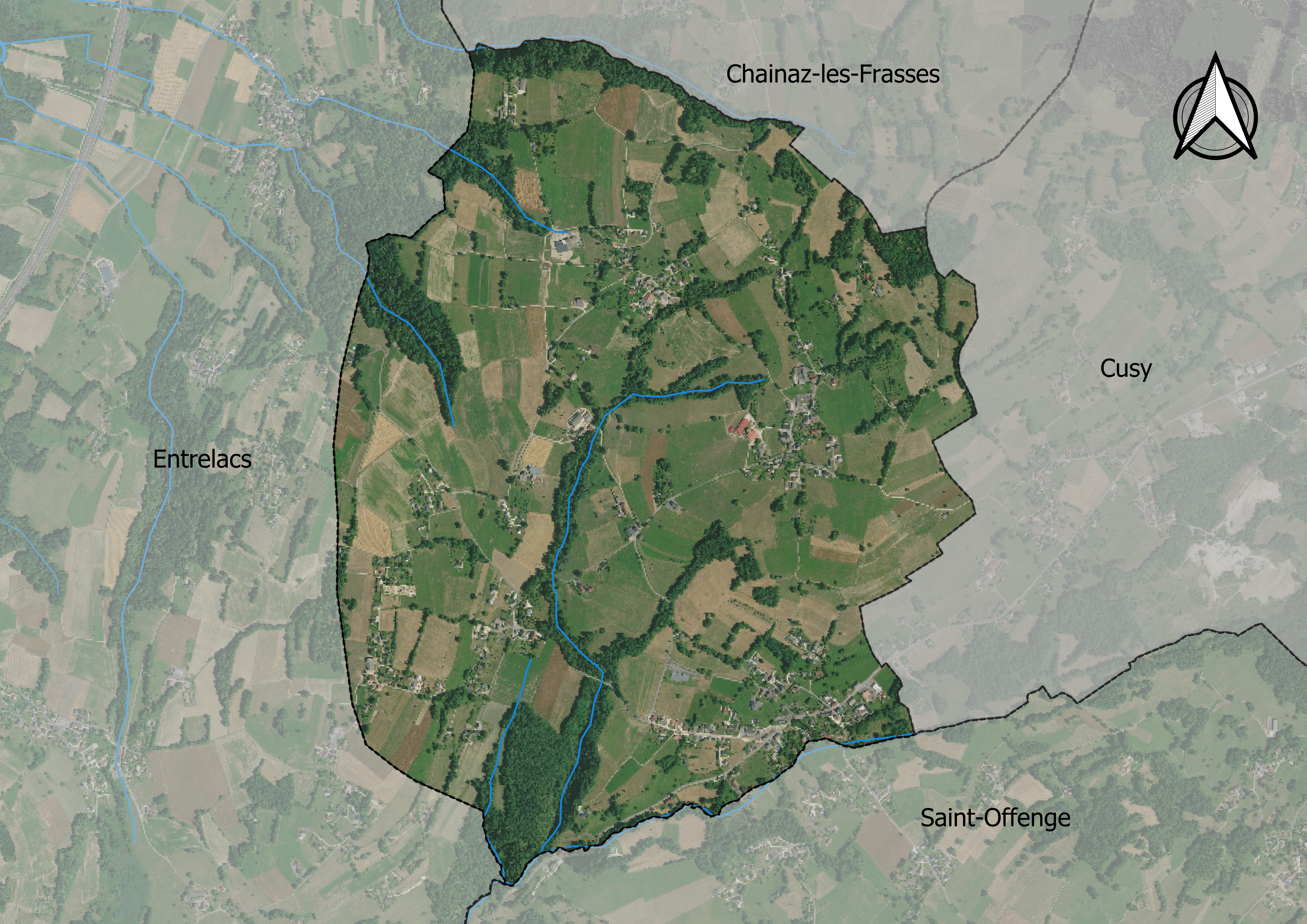
Carte orthophotogrammétrique de la commune.

## Toponymie

### Attestations anciennes
- terra Sancti Ursi 1024
- Santursum 1581
- Saint Ours en Savoye 1731
- Appellation révolutionnaire : La Forêt d'Ours 1793

### Étymologie
Saint Ours est mentionnée dans une bulle d'Innocent IV de 1250, énumérant les diverses possessions de l'abbaye d'Ainay.
Le saint patron est saint Ours (Ursus en latin) soldat de la légion thébaine martyr avec saint Victor, à Soleure, sous Maximien.
La commune de Saint Ours honore le saint martyr de Soleure et non pas d'Aoste. Ce soldat de la Légion Thébéenne, mentionné par Saint Eucher dans la Passio Agaunensium Martyrium, échappa au massacre d'Agaune dans le Valais, où périt son  chef, le primicier Saint Maurice. Il fut décapité plus tard avec son compagnon Saint Victor. Son corps fut jeté dans l'Aar. Il est généralement représenté en chevalier tenant un bouclier timbré de la croix et un gonfanon.
En francoprovençal, le nom de la commune s'écrit Sant-O, selon la graphie de Conflans.

## Histoire
Pour un article plus général, voir Histoire de la Savoie.

## Politique et administration

### Circonscriptions administratives depuis la Révolution
Ancienne Province de Savoie au XVIIIe siècle. Province de Rumilly, mandement de La Biolle (1816-1818). Province de Genevois, mandement d'Albens (1818-1837). Province de Savoie Propre, mandement d'Albens (1837-1860).

### Les maires
| Période                                  | Période  | Identité          | Étiquette | Qualité |
| ---------------------------------------- | -------- | ----------------- | --------- | ------- |
| mars 2001                                | 2014     | Ferdinand Grillet | ...       | ...     |
| mars 2014                                | En cours | Christian Rebelle |           |         |
| Les données manquantes sont à compléter. |          |                   |           |         |

## Population et société

### Démographie

#### Sous l'Ancien régime
Sous l'Ancien régime, le dénombrement des populations se fait généralement par feux, c'est-à-dire par foyers. Le nombre de personnes habitant sous un même toit variant beaucoup suivant celui d'ascendants et d'enfants, ces données sont donc relatives, mais donnent néanmoins une idée de l'évolution démographique.
- 905 habitants en 1561
- 267 en 1776

#### Depuis la Révolution
L'évolution du nombre d'habitants est connue à travers les recensements de la population effectués dans la commune depuis 1793. Pour les communes de moins de 10 000 habitants, une enquête de recensement portant sur toute la population est réalisée tous les cinq ans, les populations de référence des années intermédiaires étant quant à elles estimées par interpolation ou extrapolation. Pour la commune, le premier recensement exhaustif entrant dans le cadre du nouveau dispositif a été réalisé en 2004.

En 2022, la commune comptait 760 habitants, en évolution de +16,21 % par rapport à 2016 (Savoie : +3,63 %, France hors Mayotte : +2,11 %).
| 1793 | 1800 | 1806 | 1822 | 1838 | 1848 | 1858 | 1861 | 1866 |
| ---- | ---- | ---- | ---- | ---- | ---- | ---- | ---- | ---- |
| 333  | 298  | 364  | 360  | 494  | 458  | 484  | 510  | 518  |

| 1872 | 1876 | 1881 | 1886 | 1891 | 1896 | 1901 | 1906 | 1911 |
| ---- | ---- | ---- | ---- | ---- | ---- | ---- | ---- | ---- |
| 573  | 563  | 518  | 510  | 506  | 524  | 503  | 433  | 417  |

| 1921 | 1926 | 1931 | 1936 | 1946 | 1954 | 1962 | 1968 | 1975 |
| ---- | ---- | ---- | ---- | ---- | ---- | ---- | ---- | ---- |
| 385  | 382  | 385  | 364  | 303  | 280  | 265  | 239  | 232  |

| 1982 | 1990 | 1999 | 2004 | 2006 | 2009 | 2014 | 2019 | 2022 |
| ---- | ---- | ---- | ---- | ---- | ---- | ---- | ---- | ---- |
| 313  | 344  | 374  | 478  | 494  | 541  | 613  | 723  | 760  |

### Manifestations culturelles et festivités
Randonnée de la Coopérative laitière le premier week-end de juillet.
VTT ou pédestre, différents parcours de 5 à 40 km, avec découverte de fermes et du terroir, et repas midi et soir.
Fête de la batteuse le premier week-end d'août.
Battage à l'ancienne, repas champêtres (midi et soir) et de nombreuses autres animations pour tous les âges.

### Mouvement associatif
- « Les Amis du village » est une association regroupant des jeunes de plus de 16 ans et participant à la vie de la commune tout en organisant des sorties culturelles et/ou sportives tout au long de l'année.
- « Ours en plus » est une association qui a pour objectif d'organiser des activités diverses pour tous les habitants du village : cours de danse, de guitare, organisations ponctuelles (fête de la musique, séances de découverte d'activités diverses sportives ou culturelles).

### Médias
La commune de Saint-Ours est située dans les environs d'Aix-Les-Bains où la presse est représentée majoritairement par les grands quotidiens régionaux et notamment Le Dauphiné libéré. Plus localement, on trouve aussi d'autres journaux avec La Vie nouvelle ou bien L'Essor savoyard et ses déclinaisons.

### Cultes
Diocèse : Genève du Moyen Âge à la Révolution, puis de Chambéry et Genève de 1802 à 1820, et de Chambéry depuis 1820.
Archidiaconé :
Doyenné :
Paroisse : unie à celle de Mognard de 1803 à 1828.

## Économie
Agriculture, élevage, artisanat, commerce et tourisme (gîtes, chambres d'hôtes, table d'hôte).

## Culture locale et patrimoine

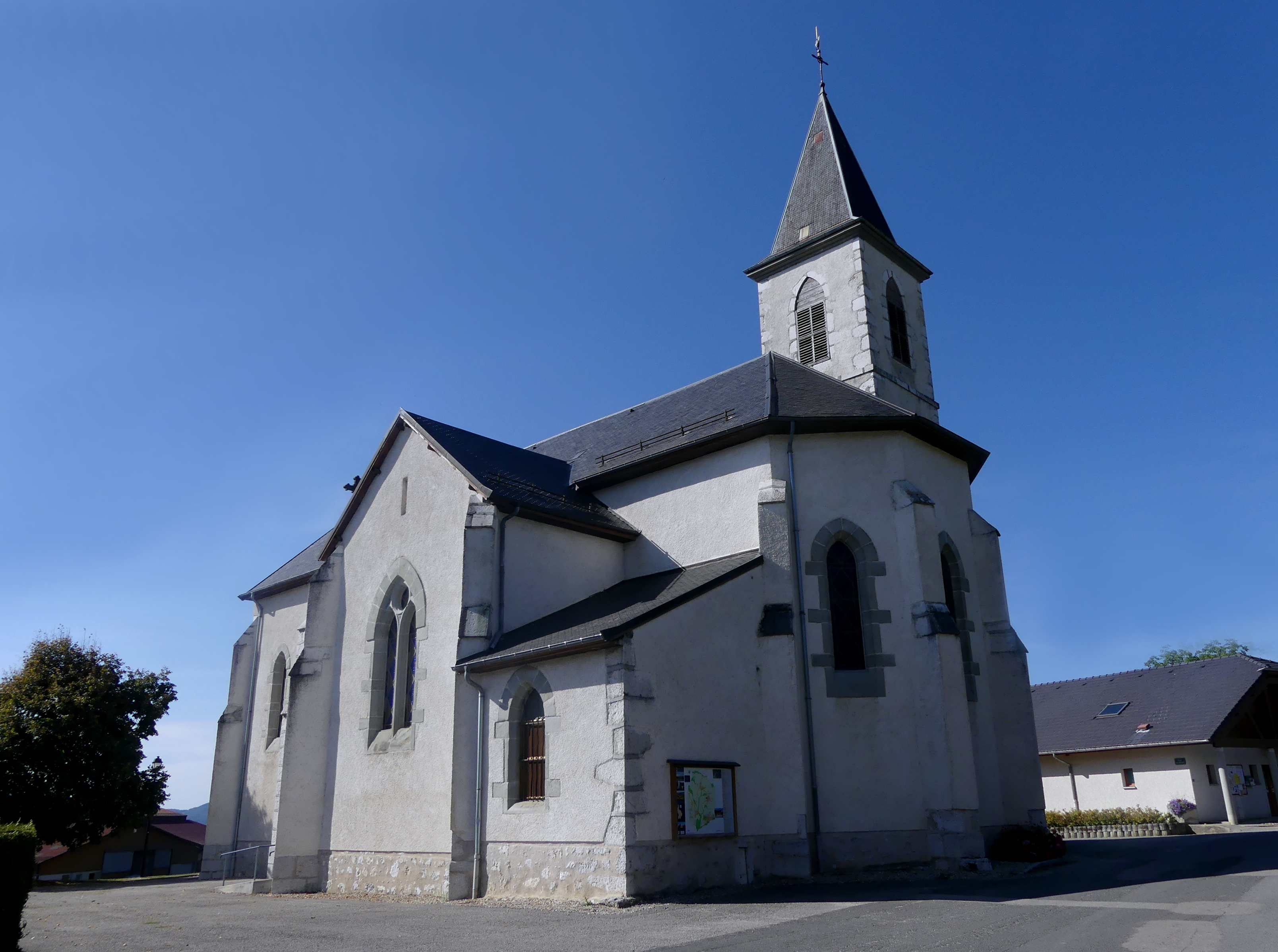
Église Saint-Ours.

### Lieux et monuments
- Église placée sous le patronage de saint Ours, un des lieutenants de saint Maurice d'Agaune[15]. Le nouvel édifice, de style néogothique, est construit selon les plans de l'architecte Duverney, entre 1866 et 1867. Elle est consacrée en 1869[16].

### Personnalités liées à la commune
- Le 24 août 1895, le tueur en série Joseph Vacher assassina puis viola la veuve Morand, 58 ans

### Héraldique
| Blason de Saint-Ours | Blason  | De sinople à la bande d'or frettée de gueules.   |
| Blason de Saint-Ours | Détails | Le statut officiel du blason reste à déterminer. |